# Cristiano I di Danimarca
Cristiano I (Oldenburg, febbraio 1426 – Copenaghen, 21 maggio 1481) fu re dell'Unione di Danimarca (1448–1481), Norvegia (1450–1481) e Svezia (1457–1464), sotto l'Unione di Kalmar.
In Svezia il suo breve regno fu preceduto dai reggenti, Jöns Bengtsson Oxenstierna e Erik Axelsson Tott e succeduto dal reggente Kettil Karlsson Vasa. Fu anche duca di Schleswig e Holstein (1460-1481).

## Biografia
Suo padre era il conte Dietrich di Oldenburg cui successe come conte di Oldenburg e Delmenhorst. Sua madre, Edvige di Schauenburg, era la seconda moglie del padre. Cristiano aveva due fratelli: il conte Maurizio V di Delmenhorst (1428-1464), il conte Gerardo VI di Oldenburg e Delmenhorst e una sorella, Adelaide.
Nel 1448 Cristiano venne eletto al trono vacante danese, in quanto discendente di re Eric V di Danimarca. Il trono venne inizialmente offerto dallo Statsraad al più importante signore feudale danese, ovvero il duca Adolfo VIII di Schleswig-Holstein, il quale, essendo relativamente anziano e senza figli, declinò l'offerta e raccomandò il nipote.
Nel 1450 Cristiano venne riconosciuto anche per la successione al trono ereditario di Norvegia, come discendente di re Haakon V di Norvegia. Il trono era stato originariamente lasciato vacante alla morte del predecessore di Cristiano, Cristoforo di Norvegia, ma era stato per breve tempo occupato nel 1449 da un rivale svedese, Karl Knutsson (Carlo I di Norvegia). Knutsson non era un parente di sangue dei re norvegesi e venne deposto dal trono nel 1450. All'epoca, la Norvegia era l'unico regno scandinavo ad essere ereditario. Comunque, a partire dal XIV secolo era diventato così debole che la sua successione ereditaria tese a seguire le elezioni monarchiche in Danimarca e Svezia.
Karl Knutsson era stato eletto re di Svezia nel 1448, ma divenne sempre più impopolare e fu costretto all'esilio nel 1457. Cristiano venne infine eletto nella parte svedese dell'Unione di Kalmar, ricevendo il potere dai temporanei reggenti svedesi, l'arcivescovo Jöns Bengtsson Oxenstierna e il signore Erik Axelsson Tott. Comunque, essendo gli svedesi divisi in fazioni (i benefici dell'unione erano contro i benefici nazionalistici), il suo regno in Svezia finì nel 1464, quando il vescovo Kettil Karlsson Vasa venne instaurato come nuovo reggente. Karl Knutsson venne richiamato come re di Svezia, fu esiliato per una seconda volta, richiamato nuovamente, per morire infine durante il suo terzo mandato come re. Il tentativo finale di Cristiano di riottenere la Svezia si concluse con un totale fallimento militare a Brunkeberg (fuori Stoccolma) nell'ottobre 1471, dove fu sconfitto dal reggente svedese Sten Sture il Vecchio appoggiato dal clan di nobili danesi-svedesi della famiglia Thott. Cristiano mantenne le sue pretese al trono svedese fino alla sua morte nel 1481.

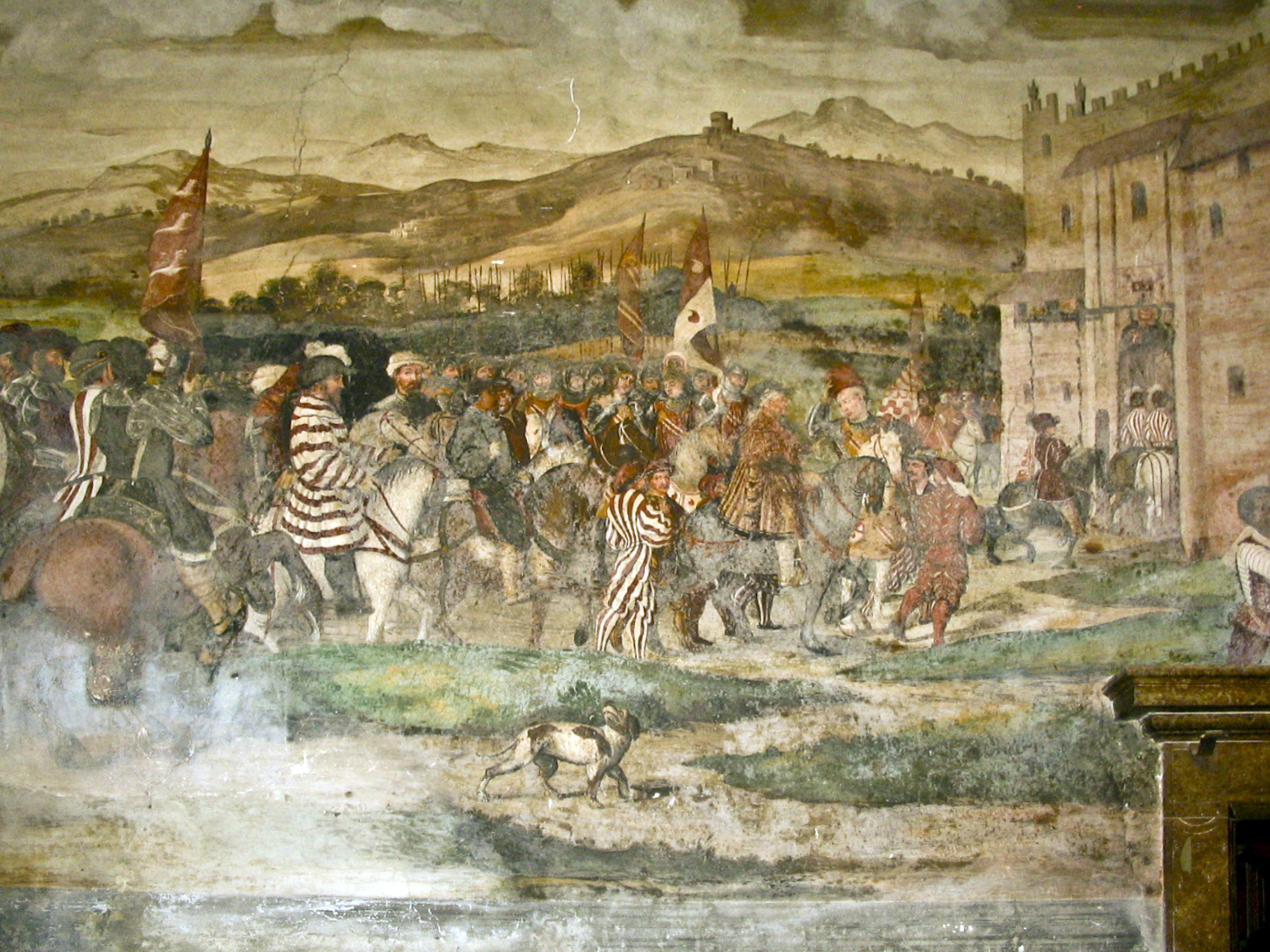
Cristiano I al Castello di Malpaga

Nel 1460 re Cristiano divenne anche duca di Schleswig e conte di Holstein (nel 1474 l'Holstein fu elevato a Ducato dall'Imperatore del Sacro Romano Impero). Cristiano ereditò lo Schleswig-Holstein dopo un breve interregno, in quanto primogenito della sorella di Adolfo VIII, duca di Schleswig (Jutland Meridionale) e conte di Holstein, del clan dei principi Schauenburg, morto senza eredi il 4 dicembre 1459. C'erano diversi pretendenti genealogici all'Holstein, ma Cristiano era nipote del regnante in carica, il parente più prossimo del ramo più longevo e in possesso di più feudi. La successione di Cristiano venne confermata dalla nobiltà e dai rappresentanti di queste province a Ribe, il 5 marzo 1460.

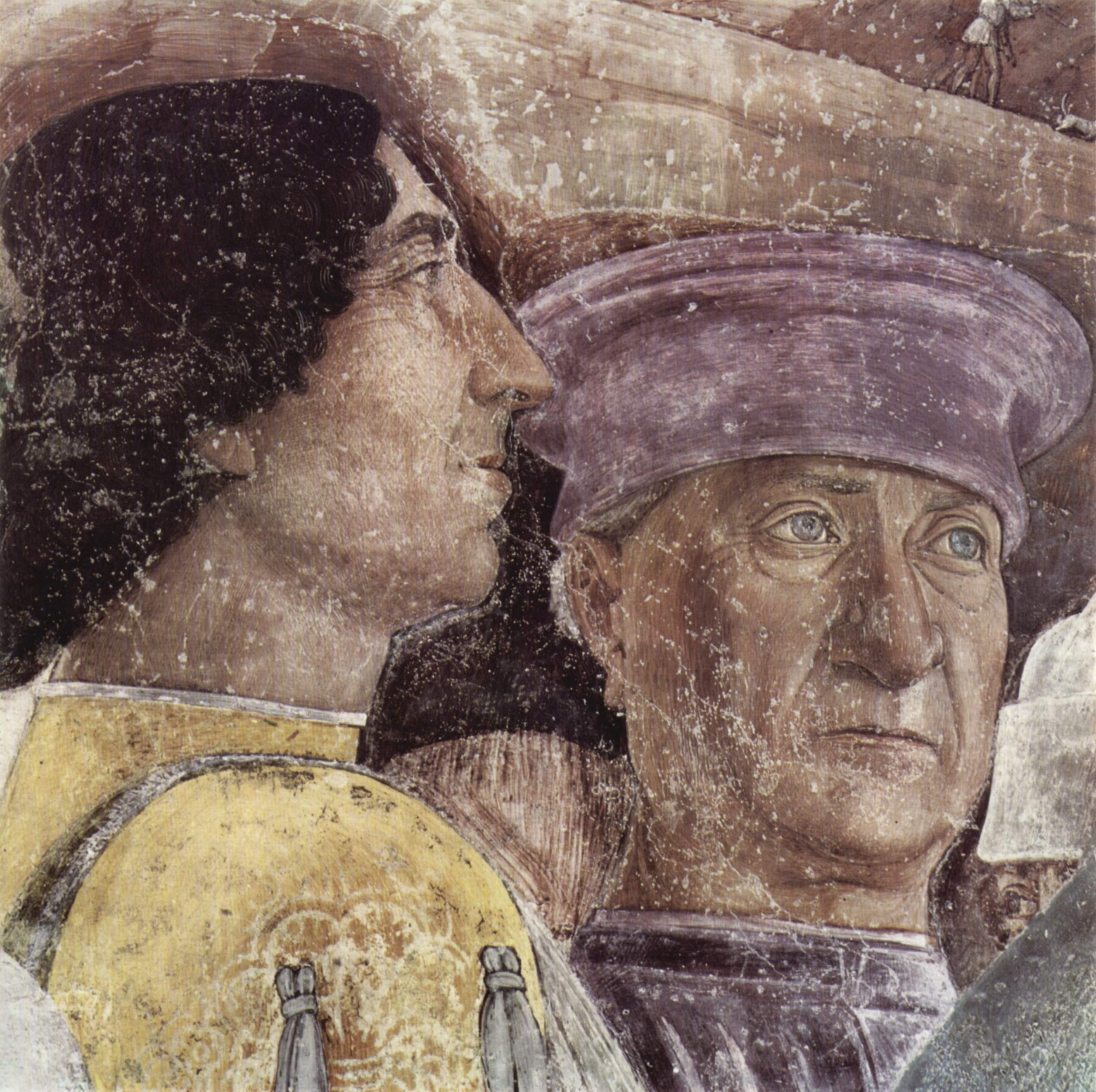
Andrea Mantegna, Camera degli Sposi, l'imperatore Federico III d'Asburgo e Cristiano I di Danimarca e Norvegia (di fronte)

I possedimenti personali di Cristiano giunsero alla massima estensione nel 1460-64, prima della perdita della Svezia. Comunque, molte parti del suo regno volevano governarsi localmente, e ci furono lotte costanti. La Danimarca era il suo centro di potere più importante. Il Regno ereditario di Norvegia si rivelò un baluardo per i suoi eredi, richiedendo alle altre monarchie elettive di sceglierli come sovrani, allo scopo di preservare l'unione.
Nel 1474 Cristiano intraprese un viaggio in Italia che lo portò nel mese di aprile a Milano (il suo soggiorno in Lombardia è celebrato da affreschi del Romanino nel Castello di Malpaga), poi a Firenze (ospite di Lorenzo il Magnifico) e infine a Roma, dove incontrò papa Sisto IV. In quell'occasione, la moglie ricevette dal papa l'autorizzazione a fondare una università: l'Università di Copenaghen, la più antica università danese, che sarebbe stata creata nel 1479. In visita alla città di Mantova, Cristiano insignì il marchese Ludovico Gonzaga, suo cognato, dell'onorificenza dell'Ordine dell'Elefante. La sua presenza a Mantova venne poi immortalata da Andrea Mantegna che lo inserì tra i personaggi raffigurati nel ciclo affrescato della Camera degli sposi nel Castello di San Giorgio, parte integrante del Palazzo Ducale di Mantova.
Nell'autunno dello stesso anno visitò Carlo I di Borgogna, in qualità di intermediario tra lui e il re dei Romani Massimiliano I. Rimase in Borgogna per diversi mesi, prima di passare in Olanda agli inizi del 1475.
Cristiano morì a Copenaghen il 21 maggio 1481, all'età di 55 anni. È sepolto nella Cattedrale di Roskilde.
La dinastia da lui fondata, il casato di Oldenburg, è rimasta sul trono di Danimarca, ed è stata sul trono di Norvegia fino al 1814 e di nuovo dal 1905.

## Matrimonio ed eredi

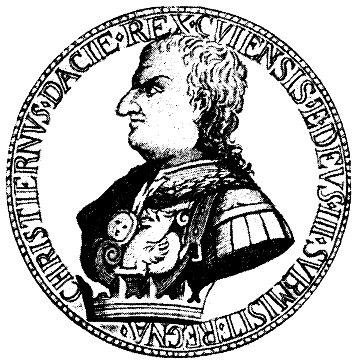
Medaglia di Cristiano I, creata durante il suo soggiorno in Italia (da notare che viene definito "re di Dacia", nome con cui nel Medioevo venivano indicate la Danimarca e la Scandinavia)

Cristiano sposò Dorotea di Brandeburgo (1430 - 25 novembre 1495), vedova del suo predecessore, re Cristoforo III di Danimarca il 28 ottobre 1449 a Copenaghen. Dorotea e Cristiano ebbero cinque figli:
1. Olaf (1450-1451)
2. Knud (1451-1455)
3. Giovanni (Kong Hans) (1455 - 1513), duca di Schleswig e Holstein, re di Danimarca, Norvegia e Svezia
4. Margherita (1456-1486), che a tredici anni venne data in sposa al diciassettenne re Giacomo III di Scozia
5. Federico (1471-1533), duca di Schleswig e Holstein, successivamente re di Danimarca e Norvegia

## Albero genealogico
La madre di Cristiano, Edvige di Schauenburg, era una discendente e erede di Ingeborg di Meclemburgo (Contessa consorte di Holstein e Schauenburg), una figlia di Eufemia di Svezia (Duchessa consorte di Meclemburgo), ella stessa unica figlia di Ingeborg di Norvegia, Duchessa consorte di Sudermannia, che era l'unica figlia e unica sopravvissuta della prole di Haakon V di Norvegia ed Eufemia di Rugen.
Eufemia di Svezia era la sorella di re Magnus II di Svezia (re Magnus Eriksson) e figlia del duca Eric di Sudermannia, secondo figlio di Magnus III di Svezia (re Magnus Ladislaus Birgersson). In aggiunta alle famiglie di Holstein, Lauenburg, Wolgast, e Meclemburgo, Cristiano di Oldenburg era uno dei pochi discendenti sopravvissuti degli antichi re svedesi.
Tramite i suoi quarto e quintogenito rispettivamente, fu progenitore di Giacomo I d'Inghilterra e Scozia e di sua moglie Anna di Danimarca. È quindi un progenitore dell'attuale famiglia reale britannica, compresa Elisabetta II del Regno Unito. Tramite il maggiore dei suoi figli sopravvissuti, è progenitore dei duchi di Lorena (in seguito imperatori d'Austria) e anche degli elettori del Brandeburgo-Prussia. Tramite il figlio minore, è progenitore dei re di Danimarca, Grecia, Norvegia e di alcuni re svedesi, oltre che degli zar di Russia.
Suo nipote fu Cristiano II di Danimarca, altro grande re di questa penisola.

## Ascendenza
|                                           |                                          |                                         | Genitori                              |  |  | Nonni |  |  | Bisnonni               |  |  | Trisnonni                |  |
|                                           |                                          |                                         |                                       |  |  |       |  |  | Corrado I di Oldenburg |  |  | Giovanni II di Oldenburg |  |
|                                           |                                          |                                         |                                       |  |  |       |  |  | Corrado I di Oldenburg |  |  | Giovanni II di Oldenburg |  |
|                                           |                                          | Edvige di Diepholz                      |                                       |  |  |       |  |  | Corrado I di Oldenburg |  |  |                          |  |
| Cristiano V di Oldenburg                  |                                          |                                         |                                       |  |  |       |  |  | Corrado I di Oldenburg |  |  |                          |  |
|                                           |                                          | Ingeborg di Holstein-Plön               | Gerardo IV di Holstein-Plön           |  |  |       |  |  |                        |  |  |                          |  |
|                                           |                                          | Ingeborg di Holstein-Plön               | Gerardo IV di Holstein-Plön           |  |  |       |  |  |                        |  |  |                          |  |
|                                           |                                          | Ingeborg di Holstein-Plön               | Anastasia di Schwerin                 |  |  |       |  |  |                        |  |  |                          |  |
| Dietrich di Oldenburg                     |                                          | Ingeborg di Holstein-Plön               |                                       |  |  |       |  |  |                        |  |  |                          |  |
|                                           |                                          | Dietrich V, Conte di Hohnstein-Heringen | Dietrich III di Hohnstein-Klettenberg |  |  |       |  |  |                        |  |  |                          |  |
|                                           |                                          | Dietrich V, Conte di Hohnstein-Heringen | Dietrich III di Hohnstein-Klettenberg |  |  |       |  |  |                        |  |  |                          |  |
|                                           |                                          | Dietrich V, Conte di Hohnstein-Heringen | Elisabetta di Waldeck                 |  |  |       |  |  |                        |  |  |                          |  |
| Agnese di Hohnstein-Heringen              |                                          | Dietrich V, Conte di Hohnstein-Heringen |                                       |  |  |       |  |  |                        |  |  |                          |  |
|                                           |                                          | Sophia di Brunswick                     | Magnus I di Brunswick-Wolfenbüttel    |  |  |       |  |  |                        |  |  |                          |  |
|                                           |                                          | Sophia di Brunswick                     | Magnus I di Brunswick-Wolfenbüttel    |  |  |       |  |  |                        |  |  |                          |  |
|                                           |                                          | Sophia di Brunswick                     | Sofia di Brandenburgo-Stendal         |  |  |       |  |  |                        |  |  |                          |  |
| Cristiano I di Danimarca                  |                                          | Sophia di Brunswick                     |                                       |  |  |       |  |  |                        |  |  |                          |  |
|                                           | Heinrich II, conte di Holstein-Rendsburg | Gerardo III di Holstein                 |                                       |  |  |       |  |  |                        |  |  |                          |  |
|                                           | Heinrich II, conte di Holstein-Rendsburg | Gerardo III di Holstein                 |                                       |  |  |       |  |  |                        |  |  |                          |  |
|                                           | Heinrich II, conte di Holstein-Rendsburg | Sofia di Mecleburgo-Werle               |                                       |  |  |       |  |  |                        |  |  |                          |  |
| Gerardo VI di Schleswig-Holstein          | Heinrich II, conte di Holstein-Rendsburg |                                         |                                       |  |  |       |  |  |                        |  |  |                          |  |
|                                           |                                          | Ingeborg di Meclemburgo-Schwerin        | Alberto II di Meclemburgo             |  |  |       |  |  |                        |  |  |                          |  |
|                                           |                                          | Ingeborg di Meclemburgo-Schwerin        | Alberto II di Meclemburgo             |  |  |       |  |  |                        |  |  |                          |  |
|                                           |                                          | Ingeborg di Meclemburgo-Schwerin        | Eufemia di Svezia                     |  |  |       |  |  |                        |  |  |                          |  |
| Edvige di Schauenburg                     |                                          | Ingeborg di Meclemburgo-Schwerin        |                                       |  |  |       |  |  |                        |  |  |                          |  |
|                                           |                                          | Magnus II di Brunswick-Wolfenbüttel     | Magnus I di Brunswick-Wolfenbüttel    |  |  |       |  |  |                        |  |  |                          |  |
|                                           |                                          | Magnus II di Brunswick-Wolfenbüttel     | Magnus I di Brunswick-Wolfenbüttel    |  |  |       |  |  |                        |  |  |                          |  |
|                                           |                                          | Magnus II di Brunswick-Wolfenbüttel     | Rixa di Werle                         |  |  |       |  |  |                        |  |  |                          |  |
| Caterina Elisabetta di Brunswick-Lüneburg |                                          | Magnus II di Brunswick-Wolfenbüttel     |                                       |  |  |       |  |  |                        |  |  |                          |  |
|                                           |                                          | Cathrin di Anhalt-Bernburg              | Bernardo III di Anhalt-Bernberg       |  |  |       |  |  |                        |  |  |                          |  |
|                                           |                                          | Cathrin di Anhalt-Bernburg              | Bernardo III di Anhalt-Bernberg       |  |  |       |  |  |                        |  |  |                          |  |
|                                           |                                          | Cathrin di Anhalt-Bernburg              | Agnese di Sassonia-Wittenberg         |  |  |       |  |  |                        |  |  |                          |  |
|                                           |                                          | Cathrin di Anhalt-Bernburg              |                                       |  |  |       |  |  |                        |  |  |                          |  |